# Ceratarcha
Ceratarcha é um gênero de mariposa pertencente à família Crambidae.